# لقاء سويدان
لقاء سويدان (5 أغسطس 1972 -)، ممثلة مصرية.

## عن حياتها
من أصول لبنانية حيث ولدت من أب لبناني، بدأت التمثيل وهي بسن صغيرة في مسلسل هو وهي، ومن بعده استمرت بعملها الفني حتى بدأت تأخذ أدوار أكبر من أدوارها السابقة كما إنها كانت تشارك في برامج الأطفال، بعد حصولها على الثانوية العامة إلتحقت في «المعهد العالي للفنون المسرحي»، درست الغناء والعزف على البيانو والكونترباص في «معهد الكونسيرفتوار» ووقد قامت بالبطولة الغنائية في «أوبريت مصر إرادة ونصر» في إطار الاحتفال بأعياد 6 أكتوبر بمشاركة الفنان علي الحجار.

### حياتها الأسرية
تزوجت من الفنان حسين فهمي في عام 2007 ولكن زواجهما لم يدوم حيث انفصلا عام 2012 بعد خلافات وصلت نهايتها إلى المحاكم، لها ابنة اسمها جومانا من طليقها السابق «أمين أحمد أنور»[بحاجة لمصدر].

## أعمالها

### من أعمال التلفزيون
- أستاذ ورئيس قسم.
- صاحب السعادة.
- القاصرات.
- خلف الله.
- لو كنت ناسي.
- لمن تضحك الأيام.
- جنة ونار.
- قاتل بلا أجر.
- كلام نسوان.
- حكاية عائلة توتو.
- علي مبارك.
- السيرة العاشورية.
- رجل غني فقير جدا.
- الإمام الشافعي.
- حكايات المدندش.
- امرأة من الصعيد الجواني.
- حارة الزعفراني.
- البنات.
- حكايات زوج معاصر.
- شجر الأحلام.
- رجل من زمن العولمة.
- العطار والسبع بنات.
- أوبرا عايدة.
- السيرة الذاتية لعبدو قصيباتي.
- أوراق مصرية.
- المال و البنون.
- العائلة والناس
- هو وهي.
- البيت الكبير

## وصلات خارجية
- لقاء سويدان على موقع الدهليز
- لقاء سويدان على موقع قاعدة بيانات الأفلام العربية